# Illogic
Illogic är en amerikansk rappare. Illogic sysslar med Underground Rap med jazz influenser. Han är mest känd för albumet The off the clock ep som han gjorde tillsammans med Dj Przm år 2004.

## Diskografi
- 1999: Unforeseen Shadows
- 2001: Got Lyrics?
- 2003: Write To Death 1
- 2004: Celestial Clockwork
- 2006: Write To Death 2